# Astragalus pseudotauricola
Astragalus pseudotauricola là một loài thực vật có hoa trong họ Đậu. Loài này được (Ponert) Podl. mô tả khoa học đầu tiên năm 2001.